# Лазер (музыка)
Лазер (англ. Lazer) — жанр альтернативного рока, возникший в результате экспериментов таких групп как Deadsy, Orgy и Flame of Life. Отличительными особенностями жанра является синтезаторное гитарное звучание, мелодичный бас и сложные структуры композиций. Лазер-группы часто используют элементы различных стилей рока и электронной музыки, многие представители жанра являются выходцами из других направлений рок-музыки.

## Характеристика
В лазере активно используются синтезаторные гитары и электроника, жанру присущ сырой звук с элементами нойза и гаражного рока (The Scaners, Street Sects). Группа Emma Peal интегрирует в свою музыку элементы дабстепа. Структура композиций обычно более сложная, чем у жанров-прародителей: индастриала и ню-метала. Для лазера характерны нестандартные музыкальные интервалы.
В плане лирики жанр не имеет общей концепции. The Scaners посвящают песни НЛО и космической тематике, лирика Street Sects повествует о ночных кошмарах Лео Эшлайна, вокалиста группы.  Некоторыми изданиями лазер рассматривается как объединение андеграундных рок-течений, экспериментирующих с электроникой.

## История
Эксперименты индастриал-групп Orgy и Deadsy в начале 2000-х были предпосылками к возникновению лазера. Группы выделили себя из популярного на то время ню-метал движения. В середине 2000-х на фоне обшего упадка ню-метал движения активность обоих коллективов фактически сошла на нет, пока вокалист Orgy Джей Гордон не возобновил деятельность в начале 2010-х с бывшими участниками Deadsy и Lunarclick. В изменённом составе группа выпускает EP «Talk Sick», который по звучанию заметно отличался от их предыдущих работ. Критики отметили, что группа после затяжного молчания успешно адаптировалась к современным музыкальным тенденциям.
Примерно в то же время экспериментальная рок-группа Flame of Life выпустила альбом «Atomic Cocktail». Flame of Life определили концепцию жанра, систематизировали наработки экспериментального рока за последние 10 лет. Термин «лазер» был предложен вокалистом Flame of Life Фазером для идентификации их музыки..
Хотя «Talk Sick» и «Atomic Cocktail» формально считаются первыми работами в жанре, Flame of Life отмечали колоссальный вклад готик-группы 90-х Cradle of Thorns в развитие лазера.
С 2017 многие представители экспериментального рока, использующие синтезаторные гитары и сложную структуру песен, были отнесены к лазер-движению. Среди них группа Bleeding Corp, которая изначально играла танцевальную музыку, но впоследствии экспериментировала с индастриалом. Эмбиент-проект Fresh Club Society выпустил альбом «A Cleansing» с синтезаторными гитарами. Творчество австралийской готик-рок группы Immaculata этого периода также относят к лазеру.
К началу 2020-х популярность лазера пошла на спад: некоторые известные представители жанра снизили активность, часть групп была расформирована. Частично реанимировал лазер-сцену альбом «Incineration» буффалской формации Your Favorite Blockbuster. Данный релиз, а также эксперименты таких проектов как Master Boot Record и Heaven Pierce Her относятся ко второй волне лазера.